# Ruwer
Ruwer (lat.: Erubris, Rubora) este un afluent din dreapta al Moselei. Râul are o lungime de 46 km și izvorăște din muntele „Rösterkopf” (masivul Hunsrück), lângă Osburg, din districtul Trier-Saarburg (landul Renania-Palatinat).
Ruwerul traversează localitățile Kell am See, Niederkell, Zerf, Hentern, Hinzenburg, Pluwig, Gusterath-Tal, Sommerau (Cascadă), Waldrach, Kasel și Mertesdorf și se varsă în Mosela lângă orașul Trier. Pe malurile Ruwerului se practică intens viticultura, iar în anotimpul ploios apele repezi ale râului sunt adecvate sporturilor pe apă cu caiacuri.

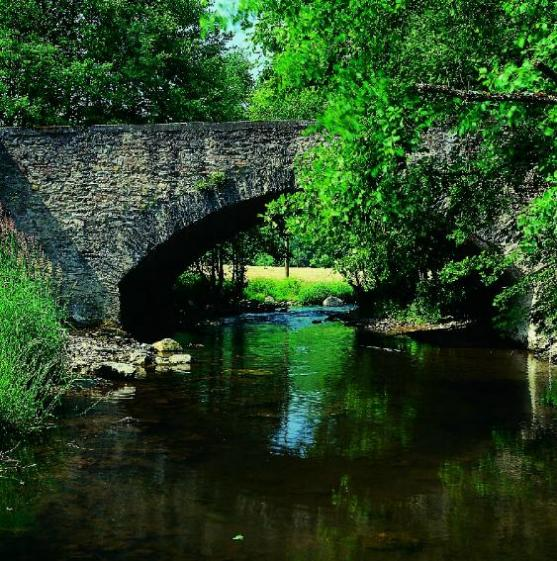
Pod de piatră
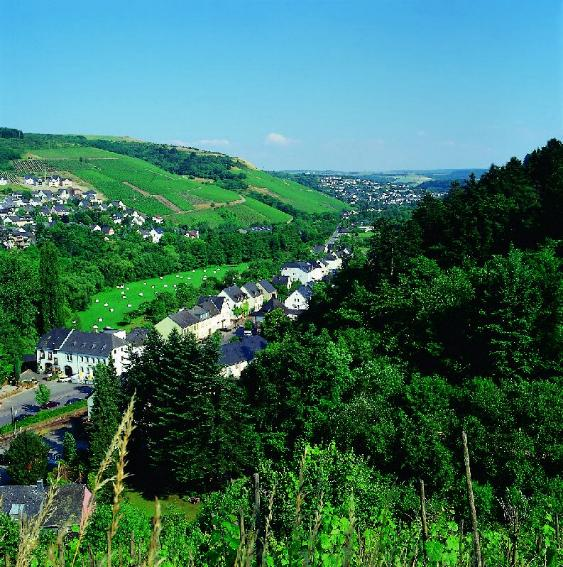
Cursul inferior Ruwer

## Afluenți
Afluenți ai Ruwerului sunt: Alkenbach, Altbach, Altweiherbach, Apfelbach, Avelbach, Bausbach, Benninger Bach, Bingelbach, Burg Heider Bach, Burkelsbach, Eitelsbach, Enterbach, Eschbach, Eselsbach, Flonterbach, Gimpelbach, Gondersbach, Grindelbach, Großbach, Hinzerter Bach, Kittelbach, Klinkbach, Kreidbach, Kundelbach, Labach, Lehbach, Misselbach, Moertschelbach, Mühlscheider Bach, Pehlbach, Rauruwer, Rimperterbach, Riveris, Rothbach, Siebenbornbach, Thielenbach, Waldbach, Waschbach, Weiherbach, Wenigbach, Wenzelbach și Weschbach.

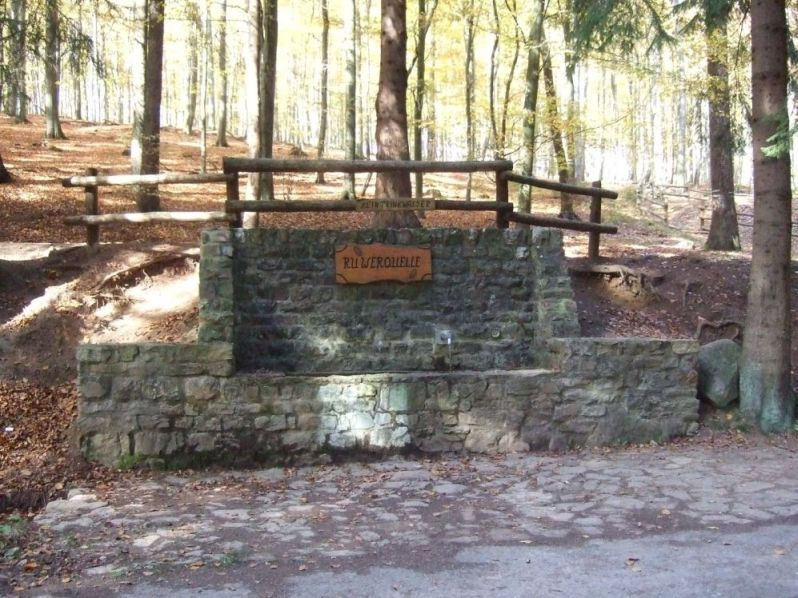
Ruwer spring